# Urška Pompe
Urška Pompe, slovenska skladateljica in pedagoginja, * 6. september 1969, Jesenice.

## Življenjepis
Na Akademiji za glasbo v Ljubljani je v razredu prof. Daneta Škerla končala študij kompozicije leta 1993. Podiplomski študij kompozicije je opravila na Akademiji za glasbo v Baslu (Švica) leta 1997. Izobraževala se je tudi na številnih mojstrskih tečajih v različnih državah Evrope. Prejela je študentsko Prešernovo nagrado za kompozicijo. Od leta 1997 poučuje solfeggio na Akademiji za glasbo v Ljubljani.
Njen kompozicijski opus obsega predvsem komorna in vokalna dela. Leta 2007 je za svoje delo prejela nagrado Prešernovega sklada.